# Ануэль АА
Эммануэ́ль Гаcме́й Сантья́го (исп. Emmanuel Gazmey Santiago. 26 ноября 1992, Каролина, Пуэрто-Рико), более известный как Ануэ́ль АА (англ. Anuel AA) — пуэрто-риканский рэпер и певец. Считается первооткрывателем латинского трэпа. Лауреат премии Billboard Latin Music Award 2019 в номинации артист года. Из-за проблем с законом и вражды с рядом пуэрто-риканских рэперов (Коскулуэлой, Residente и Ivy Queen) является спорной фигурой латинской музыкальной сцены.

## Биография
Ануэль вырос в Каролине (Пуэрто-Рико), где начал записывать музыку в возрасте четырнадцати лет и публиковать её в интернете четыре года спустя. В 2010 году подписывает контракт с латинским подразделением Maybach Music американского рэпера Рика Росса. Его микстейп 2016 года Real Hasta la Muerte был хорошо принят, но его успех был прерван 30-месячным тюремным заключением в 2016 году за незаконное хранение огнестрельного оружия. Свой дебютный альбом он записал, находясь под заключением.
Ануэль выпустил свой дебютный альбом, названный Real Hasta la Muerte, 17 июля 2018 года, в день освобождения из тюрьмы. Альбом стал коммерчески успешным. В следующие шесть месяцев он появлялся в сингловом чарте Billboard Hot Latin Songs, укрепив свои позиции в качестве одного из лучших латиноамериканских исполнителей. В августе 2019 года выпустил песню «China» совместно с Дэдди Янки, Karol G, Осуна и Джей Балвин, которая имела глобальный успех. С тех пор рэпер выпустил хит «Me Gusta» совместно с Шакирой и, как сообщается, начал работать над своим вторым альбомом.

## Личная жизнь
У Ануэля есть сын по имени Пабло Ануэль от бывшей супруги Астрид Куэвас. Ануэль познакомился с колумбийской певицей Кароль Джи в августе 2018 года на съёмках музыкального видео для песни «Culpables», через месяц после его освобождения из тюрьмы. В январе 2019 года Ануэль и Karol G подтвердили свои отношения. 25 апреля 2019 года Karol G пришла на премию Billboard Latin Music Awards в бриллиантовом обручальном кольце, подтверждая помолвку пары. В марте 2021 года пара объявила о расставании. .

## Дискография

### Сольные студийные альбомы
- Real Hasta la Muerte[англ.] (2018)
- Emmanuel[англ.] (2020)
- Las Leyendas Nunca Mueren[англ.] (2021)
- LLNM2[англ.] (2022)

### Совместные студийные альбомы
- Los Dioses[англ.] (совместно с Осуной) (2021)

## Концертные туры
- Real Hasta la Muerte Tour (2018–2019)
- Culpables Tour (совместно с Кароль Джи) (2019)
- Emmanuel Tour (2019—2020)
- Las Leyendas Nunca Mueren European Tour (2022–2023)

## Фильмография
| Год       | Название            | Роль  | Комментарий       |
| --------- | ------------------- | ----- | ----------------- |
| 2021—2022 | 30 Days With: Anuel | Камео | Youtube Originals |

## Награды и номинации
| Год  | Церемония                    | Категория                        | Работа               | Результат |
| ---- | ---------------------------- | -------------------------------- | -------------------- | --------- |
| 2019 | Billboard Latin Music Awards | Новый артист года                | Anuel AA             | Победа    |
| 2019 | Heat Latin Music Awards      | Новый артист года                | Anuel AA             | Победа    |
| 2019 | Billboard Music Awards       | Лучший латиноамериканский артист | Anuel AA             | Номинация |
| 2019 | Billboard Music Awards       | Лучший латиноамериканский альбом | Real Hasta la Muerte | Номинация |